# 3096 Bezruč
3096 Bezruč è un asteroide della fascia principale. Scoperto nel 1981, presenta un'orbita caratterizzata da un semiasse maggiore pari a 2,6664659 au e da un'eccentricità di 0,1946913, inclinata di 12,15256° rispetto all'eclittica.
L'asteroide è dedicato al poeta ceco Petr Bezruč.